# Skilandis
Skilandis je typ trvanlivé uzeniny typický pro litevskou kuchyni. Recept pochází z regionu Aukštaitija, kde je doložen již v 16. století, o pokrmu se ve svých dílech zmiňuje Simonas Daukantas a další autoři. Uzenina se vyrábí také v severovýchodním Polsku, kde je známá pod názvem kindziuk.
Skilandis se připravuje z vepřového masa, někdy také ze směsi vepřového a hovězího: libové maso i sádlo se nakrájejí na drobné kousky a spolu s česnekem, solí, pepřem a koriandrem se napěchují do vepřového žaludku nebo močového měchýře (v moderní době se používají i umělá střívka), který se převáže provázkem a udí se až dva týdny v kouři z dřeva listnatých stromů (olše, buk, jalovec) o teplotě maximálně 30 °C. Po vyuzení se nechá ještě nejméně dva měsíce řádně vyschnout na chladném, temném a dobře větraném místě. Hotový skilandis má tvar nízkého válce s podélnými žebry a tmavě červenou barvu, váží až dva kilogramy, krájí se na plátky. Na řezu jsou viditelné nerovnoměrné velké kusy mastného, uzenina je velmi suchá a tvrdá, má pikantní a lehce nakyslou chuť.
Od roku 2009 má litevský skilandis chráněné označení původu podle Evropské unie (PDO).   